# Седлар, Александар
Алекса́ндар Се́длар (серб. Александар Седлар; род. 13 декабря 1991, Нови-Сад) — сербский футболист, защитник клуба «Алавес».

## Клубная карьера
Седлар — воспитанник клуба «Воеводина». Выступал за сербские клубы низших дивизионов Борац Нови Сад и Ветерник. В июле 2012 года стал игроком клуба «Металац» (Горни-Милановац). 17 июля 2015 года в против «Партизана» он дебютировал в сербской Суперлиге.
В 2016 году стал игроком польского «Пяста», сумма трансфера составила €80 тысяч евро. 24 июля в матче против клуба Висла (Плоцк) Седлар дебютировал в польском Экстракласе. 12 июля 2019 года на правах свободного агента стал игроком испанской «Мальорка». 21 декабря в матче против «Севильи» Седлар дебютировал в испанской Ла Лиге.   
5 июля 2022 года сербский полузащитник подписал контракт с клубом испанской Сегунды — «Алавесом». 13 августа в поединке против «Леганеса» он дебютировал за новый клуб.  

## Карьера в сборной
В 2016 году при тренере Славолюбе Муслина, Седлар получил вызов в национальную сборную Сербии. 25 мая в товарищеском матче против Кипра он дебютировал за сборную.

## Достижения
Клубные
 «Пяст»
- Победитель Экстракласа — 2018/2019